# Sam Ricketts
Samuel „Sam” Ricketts (ur. 11 października 1981 w Aylesbury) – walijski piłkarz grający na pozycji środkowego obrońcy.

## Kariera klubowa
Karierę piłkarską Ricketts rozpoczął w klubie Oxford United. W 2000 roku trafił do kadry pierwszego zespołu, a 8 października zadebiutował w Division Two w przegranym 1:2 wyjazdowym spotkaniu ze Swindon Town. Na koniec sezonu 2000/2001 spadł z Oxfordem do Division Three, a w klubie tym występował do sezonu 2002/2003. Następnie Walijczyk zaczął występować na szczeblu Conference National, w amatorskiej drużynie Nuneaton Borough, a latem 2003 odszedł do Telford United, także grającego w Conference i w nim spędził pełny jeden sezon.
Po grze w Telford Ricketts trafił do Swansea City, prowadzonej przez menedżera Kenny’ego Jacketta. 7 sierpnia 2004 rozegrał swoje pierwsze spotkanie w Division Three, przegrane 0:2 z Northampton Town. W Swansea był filarem linii obrony i w 2005 roku wywalczył z tym klubem awans do Division Two, a w tych rozgrywkach grał ze Swansea przez rok.
14 lipca 2006 roku Ricketts podpisał kontrakt z Hull City. Drużyna, którą prowadził menedżer Phil Parkinson, zapłaciła sumę 300 tysięcy funtów za transfer Walijczyka. W barwach „Tygrysów” swoje pierwsze spotkanie rozegrał 5 sierpnia tamtego roku. Hull uległo na wyjeździe West Bromwich Albion 0:2. W sezonie 2007/2008 awansował z Hull do baraży o awans do Premier League. Wystąpił w ich finale, wygranym 1:0 z Bristol City. Pierwszy mecz w Premiership zaliczył 16 sierpnia 2008, wygrany 2:1 z Fulham F.C. Cały sezon zakończył natomiast z 29 ligowymi występami.
W lipcu 2009 roku przeszedł do Boltonu Wanderers. W nowym klubie zadebiutował 15 sierpnia w ligowym meczu z Sunderlandem.
| Sezon   | Klub                    | Kraj   | Rozgrywki      | Mecze | Bramki |
| ------- | ----------------------- | ------ | -------------- | ----- | ------ |
| 2000/01 | Oxford United           | Anglia | Division Two   | 14    | 0      |
| 2001/02 | Oxford United           | Anglia | Division Three | 29    | 1      |
| 2002/03 | Oxford United           | Anglia | Division Three | 2     | 0      |
| 2002/03 | Nuneaton Borough        | Anglia | Conference     | 11    | 1      |
| 2003/04 | Telford United          | Anglia | Conference     | 41    | 4      |
| 2004/05 | Swansea City            | Anglia | Division Three | 42    | 0      |
| 2005/06 | Swansea City            | Anglia | Division Two   | 44    | 1      |
| 2006/07 | Hull City               | Anglia | Championship   | 40    | 1      |
| 2007/08 | Hull City               | Anglia | Championship   | 44    | 0      |
| 2008/09 | Hull City               | Anglia | Premier League | 29    | 2      |
| 2009/10 | Bolton Wanderers        | Anglia | Premier League | 27    | 0      |
| 2010/11 | Bolton Wanderers        | Anglia | Premier League | 17    | 0      |
| 2011/12 | Bolton Wanderers        | Anglia | Premier League | 20    | 1      |
| 2012/13 | Bolton Wanderers        | Anglia | Championship   | 32    | 0      |
| 2013/14 | Wolverhampton Wanderers | Anglia | League One     | 44    | 2      |
| 2014/15 | Wolverhampton Wanderers | Anglia | Championship   | 2     | 0      |

## Kariera reprezentacyjna
W reprezentacji Walii Ricketts zadebiutował 9 lutego 2005 roku w wygranym 2:0 towarzyskim spotkaniu z reprezentacją Węgrami. W swojej karierze występował w eliminacjach do Mistrzostw Świata w Niemczech i Euro 2008, a obecnie jest podstawowym zawodnikiem Walii w kwalifikacjach do Mundialu w RPA.